# Маргьорит (Бретан)
Маргьорит Бретанска (* 1443; † 25 септември 1469, Нант, Франция) е херцогиня на Бретан (1458 – 1469), съпруга на Франсоа II (Бретан).

## Живот
Тя е голямата дъщеря на херцога на Бретан Франсоа I (1414 – 1450) и втората му съпруга Изабела (1426 – 1494), дъщеря на крал Джеймс I от Шотландия. Сестра е на Мария Бретанска (* 1444, † 1510), омъжена за Жан II дьо Роан, виконт на Роан и граф на Пороет.
Баща ѝ Франсоа I умира през 1450 г. Според договора от Геранд (1365 г.) Херцогство Бретан се наследява само по мъжка линия. Така по-малкият брат на Франсоа I, Пиер II, става новият херцог. Той обаче също няма синове. За да избегне династични спорове, Пиер II през ноември 1455 г. организира сватбата на своя 22-годишен братовчед Франсоа, граф д'Етамп, и 12-годишната племенница Маргьорит (младоженецът е братовчед на булката).
През септември 1457 г. Пиер II умира. Херцогството преминава при неговия чичо, Артур III, по-малкият брат на дядото на Маргарет, Жан VI. Той няма потомство и умира на 26 декември 1458 г. Накрая тронът на Бретан преминава към съпруга на Маргарет, Франсоа.
По време на брака херцогската двойка има само едно дете – син Жан, който получава титлата граф дьо Монфор. Той живее по-малко от два месеца и умира на 25 август 1463 г.
Маргьорит умира внезапно в Нант на 25 септември 1469 г. на 26-годишна възраст. Нейният овдовял съпруг се жени за Маргьорит дьо Фоа две години по-късно.